# アトア
アトア（átoa）は、兵庫県神戸市中央区の複合商業施設神戸ポートミュージアム内にある博物館。
水族館を主体として動物園や美術館を融合させた施設で、四国水族館などを手掛けた株式会社アクアメントが運営する。

## 概要
神戸港ウォーターフロントの大規模再開発の一環として建設された。「劇場型アクアリウム」をコンセプトに、従来の水族館、動物園、美術館のジャンルを超えた展示を行っている。約60基の水槽は、ゾーンテーマを象徴した水槽デザインを採用しており、なかでも国内最大を誇る球体水槽（水槽名：AQUA TERRA）、まるで水面を歩いているかのようなガラス床水槽（水槽名：MINAMO）などユニークな水槽も見られる。魚類だけではなく無脊椎動物、両生類、爬虫類、鳥類、哺乳類など約100種類3000点にのぼる多様な生きものたちを展示している。

## 展示
- 2階
  - はじまりの洞窟～CAVE～：洞窟をモチーフにしたゾーン。ピラニア・ナッテリーやグッピーなどの熱帯魚が展示されている。
  - 生命のゆらぎ～MARINE NOTE～：ユメウメイロやウシバナトビエイなどを展示しており、海中散歩を体感できる。
  - 精霊の森～ELEMENTS～：森をモチーフにしたゾーン。熱帯魚や両生類以外に、パルマワラビーや、ハダカデバネズミといった哺乳類やアルダブラゾウガメといった爬虫類が観察できる[4]。なお、ここで展示しているアルダブラゾウガメはタレントの中川翔子が命名した[5]。
- 3階
  - 探求の室～FOYER～：ユニークな形のオーバーハング水槽には、カピバラが展示されており、アジアアロワナや淡水エイのポルカドットスティングレイ、ピラルクなどの大型の熱帯魚も観察できる。
  - 和と灯の間～MIYABI～：足元を泳ぐ錦鯉や時間によって移り変わる光で演出された日本の四季折々の情景や和の世界を堪能できる。
  - 奇跡の惑星～PLANETS～：サクラダイなどの海水魚を展示する日本最大規模の球体水槽を中心に神秘的な空間が演出されている。
  - 探求の回廊～GALLERY～：額縁のひとつひとつのアートな仕掛け（デジタルアート・光と影・匂い・音）がゲストの五感を刺激する空間。
- 4階
  - 空辺の庭～SKYSHORE～：カピバラや、フンボルトペンギン、コツメカワウソなどがいる空中庭園。カフェも併設している。

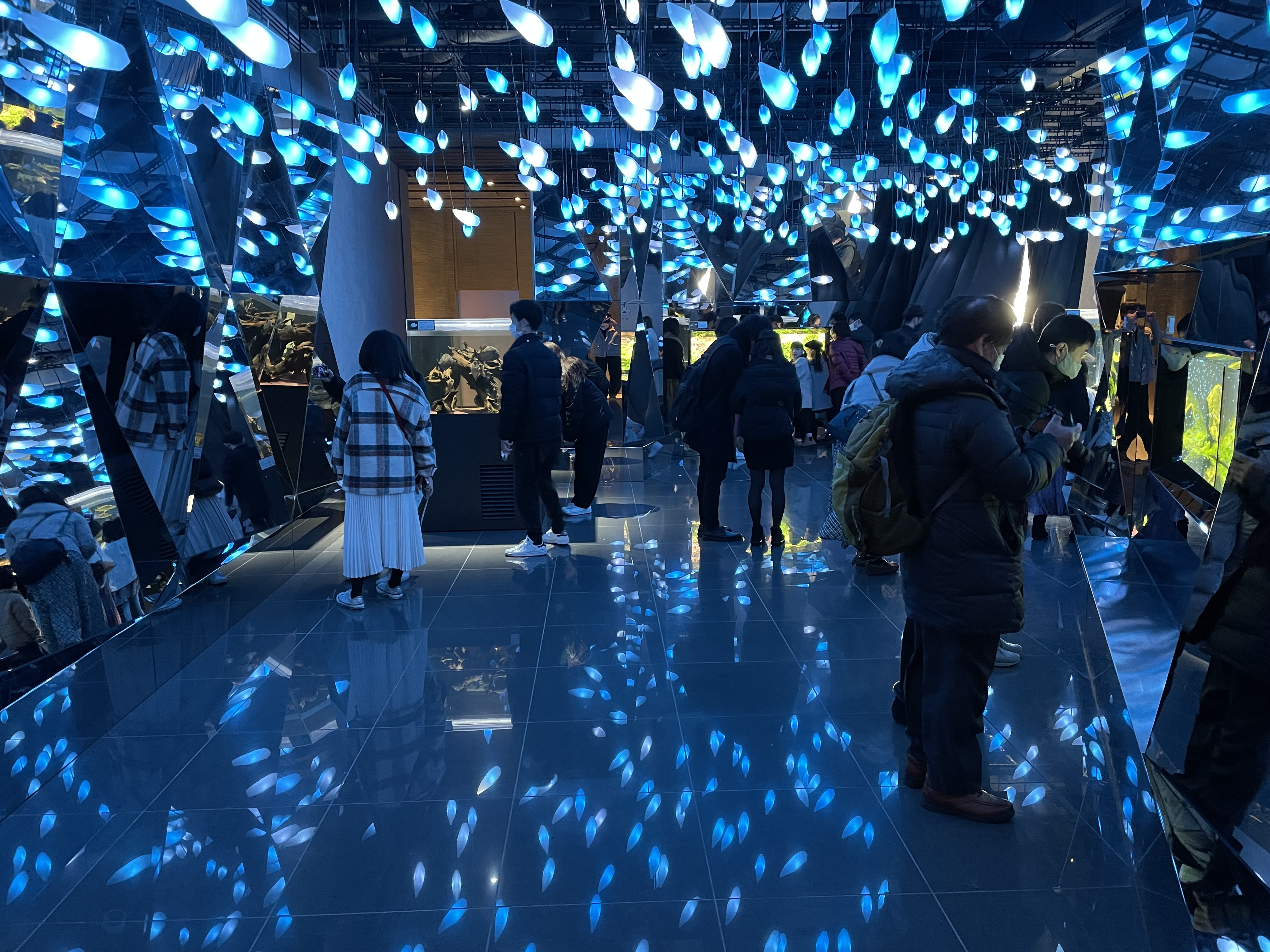
CAVE はじまりの洞窟
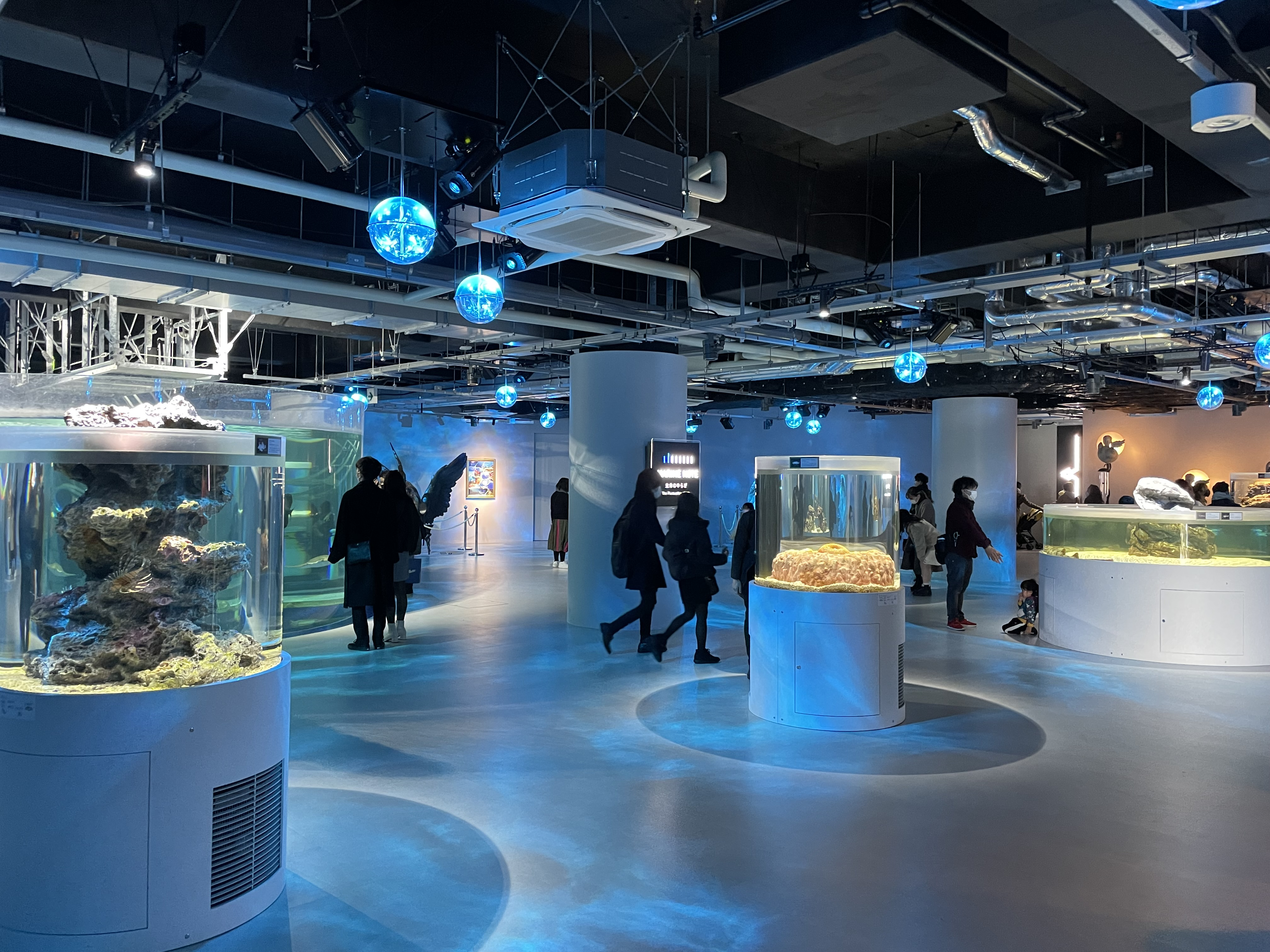
MARINE NOTE 生命のゆらぎ
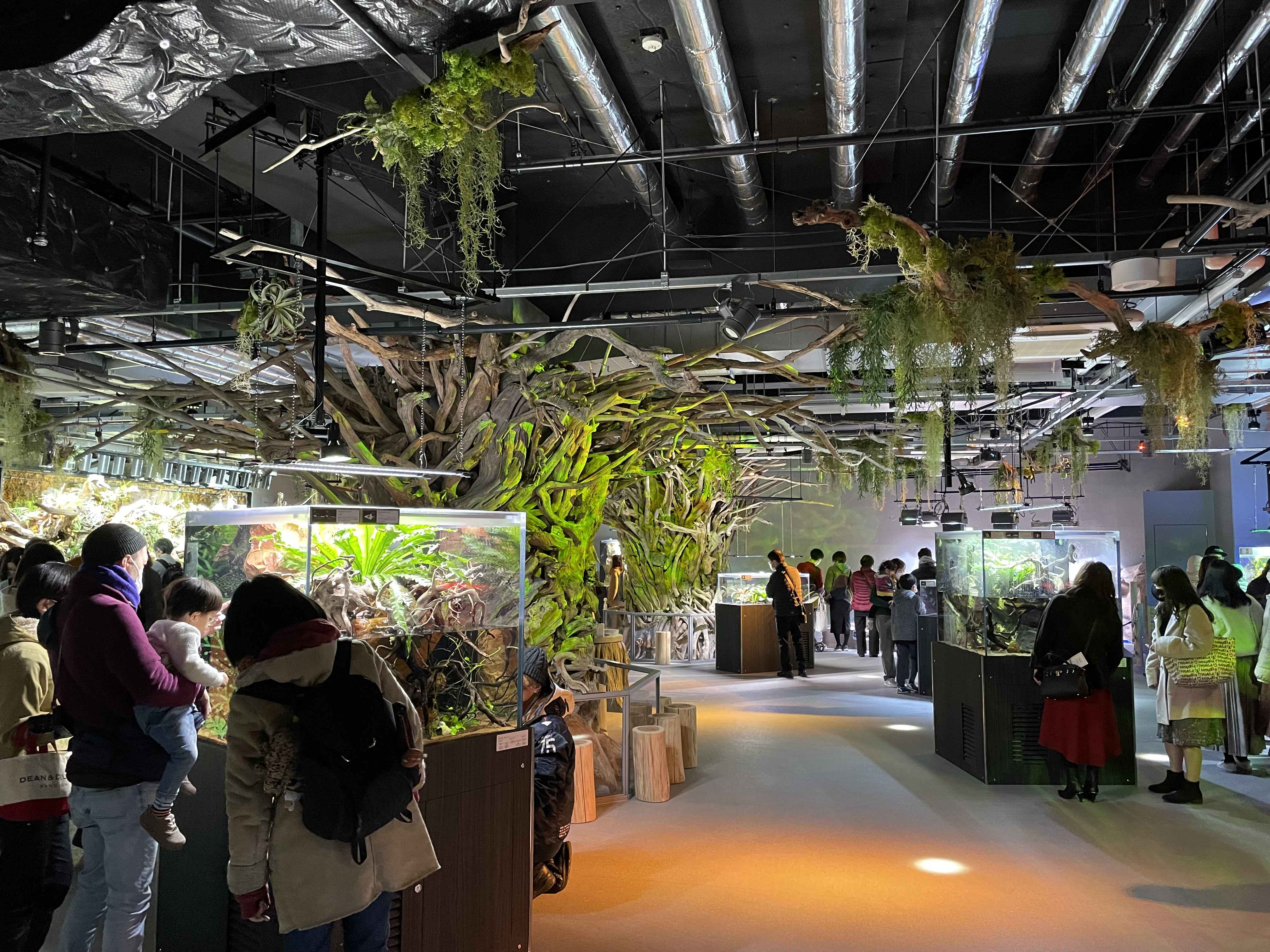
ELEMENTS 精霊の森

## 評価
SNS映えするとの評価がある一方、作家の岸田奈美が水槽が狭いことや悪質な客がいてもスタッフが注意しないことをツイートし、コピーライターの糸井重里が「ダメだ、その水族館!」とリプライする等、展示スペースの狭さ等の問題が指摘されている。